# Alimentation sportive
 (juillet 2017).
Si vous disposez d'ouvrages ou d'articles de référence ou si vous connaissez des sites web de qualité traitant du thème abordé ici, merci de compléter l'article en donnant les références utiles à sa vérifiabilité et en les liant à la section « Notes et références ».

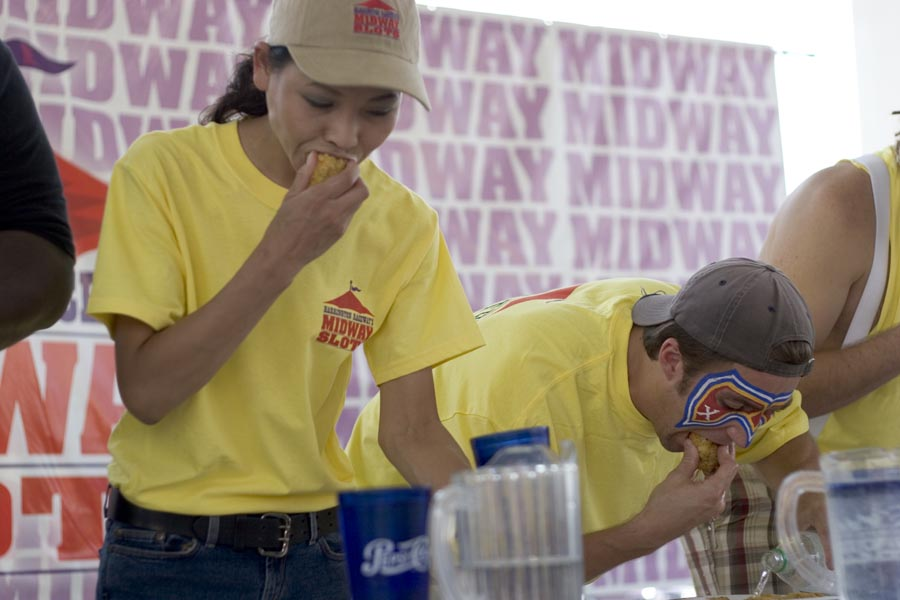
Compétition de mangeurs de gâteau au crabe.

L'alimentation sportive est un concours originaire d’Islande et vieux d’environ 800 ans (vers 1220), dont le but est de consommer la plus grande quantité d’un type de nourriture donné, couramment du fast-food, dans un temps limité. Ce sport est gouverné par l’International Federation of Competitive Eating (IFOCE).
La grande majorité des participants sont des hommes, dont le plus connu est le Japonais Takeru Kobayashi, mais il y a des mangeuses professionnelles, notamment Sonya Thomas (en), la principale rivale de Kobayashi.

## Alimentation sportive dans l'art et la culture
- Dans le film américain Beethoven 2 (1993), George Newton et le saint-bernard Beethoven participent à une compétition dans laquelle chaque participant et son chien doivent manger le plus de hamburgers possible en un temps donné.
- Dans le film Taxidermie (2006), du réalisateur hongrois György Pálfi, un des trois personnages principaux est un de ces « sportifs » pratiquant l'alimentation sportive à outrance et obsédé par le succès.
- Dans le film Run (2014), du réalisateur franco-ivoirien Philippe Lacôte, le personnage principal est pendant un moment l'assistant de « Gladys la mangeuse », qui se donne en spectacle en mangeant d'énormes quantités de nourriture.
- Lors du deuxième festival de mangeur de nouilles asiatiques organisé à Vevey (2017), Noémie Journot est la première femme à avoir décroché le titre de « Ramen d'or » en avalant plus de 3,7 kg de nouilles Soba en 30 minutes.